# Bistum Rarotonga
Das Bistum Rarotonga (lat.: Dioecesis Rarotonganus) ist eine auf den Cookinseln gelegene römisch-katholische Diözese mit Sitz in Avarua.

## Geschichte
Das Bistum Rarotonga wurde am 27. November 1922 durch Papst Pius XI. aus Gebietsabtretungen des Apostolischen Vikariates Tahiti als Apostolische Präfektur Cookinseln und Manihiki errichtet. Am 11. August 1926 wurde die Apostolische Präfektur Cookinseln und Manihiki in Apostolische Präfektur Cookinseln umbenannt. Die Apostolische Präfektur Cookinseln wurde am 12. Februar 1948 durch Papst Pius XII. mit der Apostolischen Konstitution Congruum sane zum Apostolischen Vikariat erhoben.
Das Apostolische Vikariat Cookinseln wurde am 21. Juni 1966 durch Papst Paul VI. mit der Apostolischen Konstitution Prophetarum voces zum Bistum erhoben und in Bistum Rarotonga umbenannt. Es wurde dem Erzbistum Suva als Suffraganbistum unterstellt.

## Ordinarien

### Apostolische Präfekten der Cookinseln und Manihiki
- Bernardin Castanié CIM, 1923–1926

### Apostolische Präfekten der Cookinseln
- Bernardin Castanié CIM, 1926–1939
- John David Hubaldus Lehman CIM, 1939–1948

### Apostolische Vikare der Cookinseln
- John David Hubaldus Lehman CIM, 1948–1959
- Hendrick Joseph Cornelius Maria de Cocq SSCC, 1964–1966

### Bischöfe von Rarotonga
- Hendrick Joseph Cornelius Maria de Cocq SSCC, 1966–1971
- John Hubert Macey Rodgers SM, 1973–1977
- Denis Browne, 1977–1983, dann Bischof von Auckland
- Robin Leamy SM, 1984–1996
- Stuart France O’Connell SM, 1996–2011
- Paul Donoghue SM, 2011–2024
- Reynaldo Getalado MSP, seit 2024